# Autovía A-26
Die Autovía A-26, auch Autovía del Eje Pirenaico (auf Spanisch) bzw. Autovia del Eix Pirenenc (auf Katalanisch), ist eine Autobahn in der Region Katalonien in Spanien. Die Autobahn beginnt in Ripoll und endet in Llançà. Zurzeit ist sie in Planung, Ausnahme ist das Teilstück von Olot bis Besalú, das schon seit 2008 fertiggestellt ist.

## Streckenverlauf

### Abschnitte
| Position | Kurzbezeichnung des Abschnitts | Abschnitt                       | km    | Eröffnung                     |
| -------- | ------------------------------ | ------------------------------- | ----- | ----------------------------- |
| 1        |                                | Campdevánol/Ripoll-Zufahrt C-38 | 14+/- | Machbarkeitsstudie ausstehend |
| 2        |                                | Zufahrt C-38-Olot               | 22,2  | Machbarkeitsstudie ausstehend |
| 3        | A-26                           | Olot-San Jaime de Llierca       | 10    | 2002                          |
| 4        | A-26                           | San Jaime de Llierca-Argelaguer | 6     | 2005                          |
| 5        | A-26                           | Argelaguer-Besalú               | 6     | 2006                          |
| 6        |                                | Besalú-Cabanelles               | 9,3   | Baugenehmigung ausstehend     |
| 7        |                                | Cabanelles-Figueras             | 9,7   | Projekt zurückgestuft         |
| 8        | N-260                          | Figueras-Llansá                 | 10+/- | Machbarkeitsstudie ausstehend |
| 9        |                                | Llansá-Grenze Frankreich        |       | Machbarkeitsstudie ausstehend |

### Streckenführung
| Position | höhst zulässige Geschwindigkeit (km/h) | km | Richtung (Figueras)                                                           | Richtung (Ripoll)                                                             | Anschluss an        |
| -------- | -------------------------------------- | -- | ----------------------------------------------------------------------------- | ----------------------------------------------------------------------------- | ------------------- |
| 1        |                                        |    | Beginn der Eje Pirenaico                                                      | Ende der Eje Pirenaico                                                        |                     |
| 2        | 100                                    |    | Besalú 22 Figueres 46                                                         | Ripoll 30 Puigcerdà 97                                                        | A-26 N-260          |
| 3        | 100                                    | 84 |                                                                               | Olot (nord) N-260 Sant Joan les Fonts La Vall de Bianya Ripoll Camprodon      | N-260 C-26          |
| 4        | 100                                    |    | Fluvià                                                                        | Fluvià                                                                        |                     |
| 5        | 100                                    | 81 | Olot (ost) Industriegebiet Sant Joan les Fonts                                | Olot (ost) Industriegebiet Sant Joan les Fonts                                | N-260z              |
| 6        | 100                                    | 79 | Castellfollit de la Roca San Juan les Fonts (ost)                             | Castellfollit de la Roca San Juan les Fonts (ost)                             | N-260z              |
| 7        | 80                                     |    | Mont-ros (Tunnel) Länge: 1076 m                                               | Mont-ros (Tunnel) Länge: 1076 m                                               |                     |
| 8        | 100                                    |    | Fluvià                                                                        | Fluvià                                                                        |                     |
| 9        | 100                                    | 75 | Montagut i Oix Sant Jaume de Llierca Industriegebiet Castellfollit de la Roca | Montagut i Oix Sant Jaume de Llierca Industriegebiet Castellfollit de la Roca | Glp-5266 N-260z     |
| 10       | 80                                     |    | San Jaime (Tunnel) Länge: 300 m                                               | San Jaime (Tunnel) Länge: 300 m                                               |                     |
| 11       | 100                                    | 72 | Sant Jaume de Llierca                                                         | Sant Jaume de Llierca                                                         | N-260z              |
| 12       | 100                                    | 70 | Argelaguer Tortellá                                                           |                                                                               | Gl-523              |
| 13       | 80                                     |    | Argelaguer (Tunnel) Länge: 300 m                                              | Argelaguer (Tunnel) Länge: 300 m                                              |                     |
| 14       | 100                                    | 69 |                                                                               | Argelaguer Tortellá                                                           | N-260 Gl-523        |
| 15       | 100                                    |    | El Borró                                                                      | El Borró                                                                      |                     |
| 16       | 100                                    | 67 | Besalú (west)                                                                 |                                                                               | N-260               |
| 17       | 100                                    | 65 | Besalú (ost) Girona Beuda                                                     | Besalú (ost) Girona Beuda                                                     | N-260 C-66 GIV-5234 |
| 18       | 100                                    |    | Figueres 25Llançà 47                                                          | Olot 22 Ripoll 50                                                             | A-26 N-260          |
| 19       |                                        |    | Ende der Eje Pirenaico weiter als N-260                                       | Beginn der Eje Pirenaico (A-26)                                               |                     |

## Größere Städte an der Autobahn
- Ripoll
- Besalú